# Pensando en ti (canción de Selena)
"Pensando En Ti" es la octava pista del álbum Alpha del grupo de música tejana, Selena y Los Dinos, lanzado en 1986. Fue escrita por los miembros de la banda Ricky Vela y el guitarrista Roger García. Es el tema con la duración más larga en el álbum.

## Composición
La composición estuvo a cargo del tecladista de la banda y uno de los compositores principales, Ricky Vela y el apoyo en letra fue por el guitarrista Roger García. Fue producida por Manny R. Guerra, mezclada por Brian "Red" Moore y los arreglos musicales fueron hechos por los miembros de la banda.
En 2007, se utilizó como el tema de apertura de la reedición del álbum titulada "Classic Series, Vol. 1".

## Uso en otros álbumes
- "Pensando En Ti" apareció en "Selena y sus Inicios, Vol. 1" el 4 de noviembre de 2003.[1]

## Créditos
| - Primera voz - Selena Quintanilla - Batería - Suzette Quintanilla - Bajo y segunda voz - A.B. Quintanilla III - Teclados - Ricky Vela - Guitarra - Roger García | - Productor - Manny R. Guerra - Grabación - Amen Studios (San Antonio, Tx.) - Mezcla - Brian "Red" Moore - Arreglos musicales - Selena y Los Dinos - Composición - Ricky Vela • Roger García |